# هارتلي كرايغ
هارتلي كرايغ (19 سبتمبر 1917 - 26 أغسطس 2007) (بالإنجليزية: Hartley Craig)‏ هو لاعب كريكت أسترالي. شارك مع منتخب أستراليا الوطني للكريكت.

## وصلات خارجية
- هارتلي كرايغ على موقع إي آس بي آن كريك إنفو (الإنجليزية)